# Green500
Green500（グリーン500）は、TOP500ランキングの各ベンチマーク値をその消費電力で割った値による、電力効率の良い高性能計算の実現を評価するランキング、およびその一覧をメンテナンスしているプロジェクトである。メディアでは『スーパーコンピュータにおけるグリーンITの指標の1つ』『スーパーコンピュータの省エネ性能ランキング。』などと呼ばれることがある。

## 概要
Green500は2005年4月に発足し、2007年よりバージニア工科大学によってランキング発表が開始された。2008年は年3回発表されたが、2009年から2015年まではInternational Supercomputing Conference(ISC)でのTOP500ランキング発表後となる6月・11月の年2回に発表されていた。2016年以降はISCにてTOP500と同時に発表されている。
主な指標は、消費電力当たりの倍精度でのLINPACK測定性能（単位は「FLOPS/ワット」(FLOPS-per-Watt)）を使用している。このLINPACK測定性能値はTOP500測定値を使用している。
2015年11月期まではTop500とGreen500は別々の尺度で評価されており、同じシステムでもTOP500のランキングを出す際は最もLINPACK実行性能が高くなるようなチューニングで、Green500のランキングを出す際は最もエネルギー消費効率が高くなるようなチューニングで測定が行われていた。しかしハイパフォーマンス志向のスーパーコンピュータでもエネルギー消費効率が重要になるとの見地から、2016年6月期よりGreen500はTOP500と統合され、Green500とTOP500は同一の設定で測定されるようになった。また、Green500のランキングはTOP500にランクインしたシステムの中から選ばれるようになったため、Green500の上位に入るように省エネに割り振ってチューニングする時でも、必ずTop500圏内に入るようなある程度の絶対性能を持つことが必要となった。
Top500では国家の威信をかけて膨大な国家予算を投入して制作されたシステムが上位にランクインする傾向がある。一方、Green500では電力効率が指標となるため、小規模なシステムなども上位にランクインしている。こうしたクラスのシステムは納入直後以外はTOP500に参加しなかったりTOP500から脱落する場合があるため、上位であったシステムが次の時期になると早々にランキングから消えていることがある。

## 電力の測定方法
かつては顧客への納入前にベンダー側で計測してカタログに記載した値（カタログスペック）をGreen500に提出することが認められていた。このためGPUやサーバーの新製品の発売とGreen500のランキングの集計が被った時は、納入先や納入規模は違っても全く同一のスペックのシステムがランキングの上位を占めていることがあった（2015年11月期の6位から10位を占めたInspurのサーバー機、2012年6月期の上位20位を独占したIBMのサーバー機など）。
2016年1月に電力の測定方法が改訂された。コンピュートノードの1/10以上の消費電力を実測し、そこにネットワーク機器の消費電力の推測値を加えた「レベル1」、ノードの1/8以上の消費電力を実測し、そこにネットワーク機器およびネットワーク以外の関連する機器の消費電力の推測値も加えた「レベル2」、システムの全ての機器の消費電力を実測した「レベル3」のレギュレーションが定められ、実測を伴わないカタログスペックの提出は「レベル0」として禁止された。
「レベル1」の計測方法で提出したシステムは、「レベル2」や「レベル3」で提出したシステムよりもGFlops/Wが高くなる傾向があることから、不公平であるという指摘があり、主催者側ではなるべく「レベル2」か「レベル3」のデータを提出することを推奨している。しかし大規模なシステムでは全システムの消費電力の計測を行うのは難しい場合もあることから、現状では「レベル1」の計測方法でも特にペナルティはない。

## 電力効率の変遷
首位の計算機の電力効率 (GFLOPS/W)

## Green500リスト
Green500リストは「The Green List」とも呼ばれ、各回上位の順位、性能、設置場所、システムは以下の通り。
性能の指標は2017年6月期以降はGFLOPS/W（ギガフロップス/ワット）、それ以前はMFLOPS/W（メガフロップス/ワット）。

### 2022年5月
2022年5月に発表されたGreen500リストの上位5位は以下の通り。CPUにAMD EPYC、アクセラレータにAMD INSTINCT MI250Xが使われたCray EX235aシステムが上位4位までを独占した。前回1位だった日本のPreferred Networks社の独自開発アクセラレータを搭載したMN-3は5位となった。
- 1 62.684 (アメリカ、オークリッジ国立研究所、Frontier TDS)
- 2 52.227 (アメリカ、オークリッジ国立研究所、Frontier)
- 3 51.629 (フィンランド、EuroHPC/CSC、LUMI）
- 4 50.028 (フランス、GENCI、Adastra）
- 5 40.901 (日本、Preferred Networks、MN-3)

### 2021年11月
2021年11月に発表されたGreen500リストの上位5位は以下の通り。前回1位だったPreferred Networks社のMN-3がさらに効率を上げて2連覇。
- 1 39.379 (日本、Preferred Networks、MN-3)
- 2 33.983 (韓国、サムスン電子、SSC-21 Scalable Module)
- 3 31.538 (アメリカ、NVIDIA社、Tethys）
- 4 30.797 (イギリス、ケンブリッジ大学、Wilkes-3）
- 5 29.521 (アメリカ、フロリダ大学、HiPerGator AI)

### 2021年6月
2021年6月に発表されたGreen500リストの上位5位は以下の通り。前回2位となったPreferred Networks社のMN-3がさらに効率を上げて1位となった。 
- 1 29.700 (日本、Preferred Networks、MN-3)
- 2 29.521 (アメリカ、フロリダ大学、HiPerGator AI)
- 3 28.144 (イギリス、ケンブリッジ大学、Wilkes-3）
- 4 26.957 (ルクセンブルク大公国、LuxProvide社、MeluXina)
- 5 26.195 (アメリカ、NVIDIA社、DGX SuperPOD）

### 2020年11月
2020年6月に発表されたGreen500リストの上位5位は以下の通り。NVIDIA社のDGX SuperPODが1位となった。日本のPreferred Networks社が製造した前回1位の「MN-3」は、今回26.039GFLOPS/Wまで性能を向上させたが、僅差で2位となった。
TOP500で7位のJUWELS Booster ModuleがGreen500でも3位の好成績となった。
- 1 26.195 (アメリカ、NVIDIA、DGX SuperPOD)
- 2 26.039 (日本、Preferred Networks、MN-3)
- 3 25.008 (ドイツ、ユーリッヒ総合研究機構、JUWELS Booster Module)
- 4 24.262 (フランス、アトス、Spartan2)
- 5 23.983 (アメリカ、NVIDIA社、Selene)

### 2020年6月
2020年6月に発表されたGreen500リストの上位5位は以下の通り。日本のPreferred Networks社が製造した「MN-3」が1位となった。
TOP500で2位のSummitがGreen500でも8位、TOP500で1位の富岳がGreen500でも9位の好成績となった。
日本製のコンピュータがトップ10の4枠を占めた。
- 1 21.108 (日本、Preferred Networks、MN-3)
- 2 20.518 (アメリカ、NVIDIA社、Selene)
- 3 18.433 (日本、PEZY Computing社、NA-1）
- 4 16.876 (日本、富士通・沼津工場、A64FX prototype)
- 5 16.285 (アメリカ、レンセラー工科大学・Center for Computational Innovations、AiMOS）

### 2019年11月
2019年11月に発表されたGreen500リストの上位5位は以下の通り。日本の富士通沼津工場に設置された「A64FX prototype」（2021年に運用開始予定のスパコン富岳の試作機）が1位となった。アクセラレータを搭載しない、汎用CPU（ARM系のA64FX）のみで構成されるシステムがGreen500で1位となったのは快挙とされる。2位の「NA-1」（ペジーコンピューティング）、6位の「ABCI」（産総研）、8位の「TSUBAME3.0」（東工大）も日本勢である。
なお、上位10システムのうち、日本勢以外の6システムはIBMのサーバー機「IBM Power System AC922」で構成されている。
- 1 16.876 (日本、富士通・沼津工場、A64FX prototype)
- 2 16.256 (日本、PEZY Computing社、NA-1）
- 3 15.771 (アメリカ、レンセラー工科大学・Center for Computational Innovations、AiMOS）
- 4 15.574 (アメリカ、マサチューセッツ工科大学・マサチューセッツ・グリーン・ハイ・パフォーマンス・コンピューティング・センター、Satori)
- 5 14.719 (アメリカ、オークリッジ国立研究所、Summit）

### 2019年6月
2019年6月に発表されたGreen500リストの上位5位は以下の通り。前回のGreen500で8位だった「MareNostrum P9 CTE」が若干順位を上げて4位となった。
なお、当初は理研のShoubu system B（前回まで3連覇）が1位だと発表されていたが、Shoubuは2019年5月に廃止されていたことが判明したため、2位以下が繰り上がった。
- 1 15.113 (アメリカ、NVIDIA社、DGX SaturnV Volta）
- 2 14.719 (アメリカ、オークリッジ国立研究所、Summit）
- 3 14.423 (日本、産業技術総合研究所、AI Bridging Cloud Infrastructure)
- 4 14.131 (スペイン、バルセロナ・スーパーコンピューティング・センター、MareNostrum P9 CTE)
- 5 13.704 (日本、東工大、TSUBAME3.0)

### 2018年11月
2018年11月に発表されたGreen500リストの上位5位は以下の通り。理研のShoubu system Bが3連覇。今回の上位5位に新顔は無く、前回の2位と3位がTOP500から脱落した分がだいたいそのまま繰り上がった。前回6位だった東工大のTSUBAME3.0は今回は5位となり、3期ぶりに上位5位以内に登場したが、前回8位だった産総研のABCIが今回は4位となり、性能が抜かれてしまった。
前回のGreen500で264位（TOP500で3位）だったSierra（アメリカ、ローレンス・リバモア国立研究所）が大幅に性能を向上し、今回のGreen500では6位（TOP500で2位）となった。また、AMD Epyc互換CPUのHygon Dhyanaを採用したSugonのAdvanced Computing Systemが9位にランクイン（TOP500にランクインした500システムのうちでも、AMD系はこれだけ）。TOP500の上位500システムのCPUは長期にわたってIntelがほぼ独占しているが、今回のGreen500の上位10システムを見た場合は、3位のSummit、6位のSierra、8位のMareNostrum P9 CTEの3システムがIBM、9位のSugonのサーバー機がAMD系であるため、Intelは6システムしかなかった。
- 1 17.604 (日本、理研、Shoubu system B)
- 2 15.113 (アメリカ、NVIDIA社、DGX SaturnV Volta）
- 3 14.668 (アメリカ、オークリッジ国立研究所、Summit）
- 4 14.423 (日本、産業技術総合研究所、AI Bridging Cloud Infrastructure)
- 5 13.704(日本、東京工業大学、TSUBAME3.0)

### 2018年6月
2018年6月に発表されたGreen500リストの上位5位は以下の通り。上位4位までのシステムは前回と同じだが、2018年6月期のTOP500で1位となったSummit（アメリカ、オークリッジ国立研究所）がGreen500でも5位という好成績となった。
なお、日本勢が前回と同じでTOP3を独占し、上位10位までにも6システムが入った。東工大のTSUBAME3.0は今回も6位（TOP500では19位）。Green500で8位となった日本最速のAI Bridging Cloud Infrastructure（産業技術総合研究所）は、TOP500でも5位という好成績となった。
また、前回まではCPUにIntel Xeonを使うシステムが上位10位までを独占していたが、今回は5位のSummit、9位のMareNostrum P9 CTE（スペイン、バルセロナ・スーパーコンピューティング・センター）など、IBM POWER9勢が躍進した。
- 1 18.404 (日本、理研、Shoubu system B)
- 2 16.835 (日本、高エネルギー加速器研究機構、Suiren2）
- 3 16.657 (日本、PEZY Computing社、Sakura）
- 4 15.113 (アメリカ、NVIDIA社、DGX SaturnV Volta）
- 5 13.889 (アメリカ、オークリッジ国立研究所、Summit）

### 2017年11月
2017年11月に発表されたGreen500リストの上位5位は以下の通り。PEZY Computing社のZettaScalerが使われたシステムがTOP3を独占した。また、今回は日本勢が上位10位までに7システムが入った。
なお、Green500で世界5位となったGyoukou（暁光）は、TOP500でも世界4位に入った。また、前回のGreen500で1位だった東工大のTSUBAME3.0はバージョンアップによってTOP500で61位から13位にまで性能を上げたが、その代償としてエネルギー効率が13.704MFLOPS/Wまで下がり、今回のGreen500ではGyoukouにギリギリ負けて6位となった。
- 1 17.009 (日本、理研、Shoubu system B)
- 2 16.759 (日本、高エネルギー加速器研究機構、Suiren2）
- 3 16.657 (日本、PEZY Computing社、Sakura）
- 4 15.113 (アメリカ、NVIDIA社、DGX SaturnV Volta）
- 5 14.173 (日本、海洋研究開発機構、Gyoukou）

### 2017年6月
2017年6月に発表されたGreen500リストの上位5位は以下の通り。アクセラレータにNVIDIA社のTesla P100が使われたシステムがランキングを独占した。また、今回は日本が上位4位までを独占し、上位10位までにも6システムが入った。
なお、6位以下のシステムは、6位がPiz Daint（前回2位）、7位がGyoukou（海洋研究開発機構）、8位が「GOSAT-2研究用計算設備」（という名前のシステム、国立環境研究所）、9位がFacebook社が自作した無名のサーバー機、10位がDGX Saturn V（前回1位）。なお、上位10システムのうち、7位のGyoukouだけがTesla P100を使っていない。
- 1 14.110 (日本、東京工業大学、TSUBAME3.0)
- 2 14.046 (日本、Yahoo! JAPAN、kukai）
- 3 12.681 (日本、産業技術総合研究所、AIST AI Cloud）
- 4 10.603 (日本、理化学研究所・革新知能統合研究センター、RAIDEN GPU subsystem）
- 5 10.428 (イギリス、ケンブリッジ大学、Wilkes-2）

### 2016年11月
2016年11月に発表されたGreen500リストの上位5位は以下の通り。前回はNVIDIA製ではない独自開発のアクセラレータをメインとするシステムが1位だったが、今回はNVIDIA製GPUのTesla P100を使用したシステム「DGX-1」を採用したスパコンが1位と2位に入った。特にNVIDIA社が自ら設計してNVIDIA社自身に設置された1位のSATURNVは2位以下に大差をつけており、NVIDIAはIntelへの対抗心を露わにしている。
欧州最速のPiz Daintが、Tesla P100を採用してバージョンアップし、Green500の2位に返り咲いた。前回1位の理研のShoubuは3位に転落（前回2位のSatsukiはTOP500のランク外に転落）したが、6位以下では、日本最速の東大・筑波大のOakforest-PACSが6位、京大のCamphor 2が9位に入るなど、日本勢が健闘した。日本ではないが、ドイツの富士通テクノロジー・ソリューションズ本店に設置された富士通のサーバー機も5位に入った。前回はトップ10に6機が入っていた中国勢は、前回5位のSugon ClusterがTOP500ランキングに不参加だったりしたため、今回は神威太湖之光の1機だけと大幅に減少した（国策スパコンである神威太湖之光の他は、普通のサーバーがトップ10にランクインしていただけだったので、こういうことが起こる）。
- 1 9,462.09 (アメリカ、NVIDIA社、DGX SATURNV)
- 2 7,453.51 (スイス、スイス国立スーパーコンピューティングセンター（英語版）、Piz Daint）
- 3 6,673.84 (日本、理化学研究所、Shoubu）
- 4 6,051.30 (中国、無錫国立スーパーコンピュータセンター、神威太湖之光）
- 5 5,806.32 (ドイツ、富士通テクノロジー・ソリューションズ本店、QPACE3）

### 2016年6月
2016年6月に発表されたGreen500リストの上位5位は以下の通り。理研のShoubuが3連覇。また、TOP500で1位となった神威太湖之光がGreen500でも3位と上位につけた。
今回より、Green500がTOP500のランキングと統合され、TOP500のランキング算出に用いられた設定（エネルギー消費効率よりもハイパフォーマンスに割り振った設定）からGreen500のランキングが算出されるようになったため、いくつかのシステムで前回以前よりもエネルギー消費効率が若干下がっており、特にShoubuは大きくダウンしたが、それでも1位をキープした。また、Green500のランキングがTOP500にランクインしたシステムの中から選ばれるようになったため、Suiren Blue（2016年6月のTOP500で576位）などShoubuと同レベルのエネルギー消費効率を持つPEZY ComputingのシステムがTOP500ランク外であったためにGreen500へのランクインができなかったが、TOP500でギリギリ486位となったPEZY Computingの新型機SatsukiがGreen500で2位となった。
ちなみに6位はスタンフォード大学のXStream、7位から10位まではInspurのサーバー機。
- 1 6,673.84 （日本、理化学研究所、Shoubu）
- 2 6,195.22 （日本、理化学研究所、Satsuki）
- 3 6,051.30 (中国、無錫国立スーパーコンピュータセンター、神威太湖之光）
- 4 5,272.09 (ドイツ、重イオン研究所、ASUS ESC4000）
- 5 4,778.46 (中国、中国科学院近代物理研究所、Sugon Cluster W780I）

### 2015年11月
2015年11月に発表されたGreen500リストの上位5位は以下の通り。理研のShoubuが2連覇。ちなみに6位から10位まではInspur（浪潮世科信息技術）のサーバー機（設置企業は不明）で、4位のSugon（中科曙光）を含めると上位10システム中6システムを中国メーカーが占めた。
- 1 7,031.58 （日本、理化学研究所、Shoubu）
- 2 5,331.79 （日本、東京工業大学、TSUBAME－KFC）
- 3 5,271.81 (ドイツ、重イオン研究所、ASUS ESC4000 ）
- 4 4,778.46 (中国、中国科学院近代物理研究所、Sugon Cluster W780I）
- 5 4,112.11 (アメリカ、スタンフォード大学、XStream ）

### 2015年6月
2015年6月に発表されたGreen500リストのうち、上位10位は以下の通り。日本のスパコン開発ベンチャーのPEZYグループが開発したスパコンが1～3位を独占した。いずれもPEZYが開発したPEZY-SCが使われており、日本の企業が開発したアクセラレータを使ったシステムが初めてGreen500で1位となった。
| 順位 | 設置場所                     | 製造 | コンピュータ (プロセッサ)                                      | 設置国         | 電力当り性能(MF/W) | 合計消費電力(kW) | TOP500順位 |
| ---- | ---------------------------- | ---- | -------------------------------------------------------------- | -------------- | ------------------ | ---------------- | ---------- |
| 1    | 理化学研究所                 |      | Shoubu（菖蒲）(Xeon E5-2618Lv3 8C、PEZY Computing)             | 日本           | 7,031.58           | 50.32            | 160        |
| 2    | 高エネルギー加速器研究機構   |      | Suiren Blue（青睡蓮）(Xeon E5-2618Lv3 8C、PEZY Computing)      | 日本           | 6,842.31           | 28.25            |            |
| 3    | 高エネルギー加速器研究機構   |      | Suiren （睡蓮）( Intel Xeon E5-2660v2 10C、PEZY Computing) )   | 日本           | 6,217.04           | 32.59            |            |
| 4    | 重イオン研究所               |      | ASUS ESC4000 FDR/G2S( Intel Xeon E5-2690v2 10C)                | ドイツ         | 5,271.81           | 57.15            |            |
| 5    | 東京工業大学                 |      | TSUBAME－KFC (Intel Xeon E5-2620v2 6C 、 NVIDIA K20x)          | 日本           | 4,257.88           | 39.83            |            |
| 6    | スタンフォード大学           |      | XStream(Intel Xeon E5-2680v2 10C、 Nvidia K80)                 | アメリカ合衆国 | 4,112.11           | 190.00           |            |
| 7    | クレイ・インコーポレイテッド |      | Storm1 ( Intel Xeon E5-2660v2 10C、 Nvidia K40m)               | アメリカ合衆国 | 3,962.73           | 44.54            |            |
| 8    | ケンブリッジ大学             |      | Wilkes (Intel Xeon E5-2630v2 6C、 NVIDIA K20)                  | イギリス       | 3,631.70           | 52.62            |            |
| 9    | ドレスデン工科大学           |      | Taurus GPUs (Bull bullx R400、Xeon E5-2680v3 12C、 Nvidia K80) | ドイツ         | 3,614.71           | 58.01            |            |
| 10   | 金融機関                     |      | ( Xeon E5-2680v2 10C、 NVIDIA K20x)                            |                | 3,543.32           | 54.60            |            |

### 2014年6月
2014年6月に発表されたGreen500リストの上位5位は以下の通り。
東京工業大学のTSUBAME－KFCが2連覇。
- 1 4,389.82 東京工業大学 (TSUBAME－KFC）
- 2 3,631.70 ケンブリッジ大学　(Wilkes)
- 3 3,517.84 筑波大学 (HA-PACS TCA）
- 4 3,459.46  SURFsara(Cartesius Accelerator Island ）
- 5 3,185.91 スイス国立スーパーコンピューティングセンター（英語版）(Piz Daint）

### 2013年11月
2013年11月に発表されたGreen500リストの上位5位は以下の通り。
東京工業大学のTSUBAME－KFCが日本製スパコンとして初めて1位を獲得した。
- 1 4,503.17 東京工業大学 (TSUBAME－KFC）
- 2 3,631.86 ケンブリッジ大学　(Wilkes)
- 3 3,517.84 筑波大学 (HA-PACS TCA）
- 4 3,185.91 スイス国立スーパーコンピューティングセンター（英語版）(Piz Daint）
- 5 3,130.95  ROMEO HPC Center(romeo）

### 2012年6月
2012年6月に発表されたGreen500リストのうち、上位10位は以下の通り。1位～20位をIBMのBlueGine/Qが独占した。
| 順位 | 設置場所                       | 製造 | コンピュータ (プロセッサ)  | 設置国         | 電力当り性能(MF/W) | 合計消費電力(kW) | TOP500順位 |
| ---- | ------------------------------ | ---- | -------------------------- | -------------- | ------------------ | ---------------- | ---------- |
| 1    | ローレンス・リバモア国立研究所 | IBM  | BlueGene/Q (Power BQC 16C) | アメリカ合衆国 | 2100.88            | 41.1             | 252        |
| 2    | IBMトーマス・J・ワトソン研究所 | IBM  | BlueGene/Q (Power BQC 16C) | アメリカ合衆国 | 2100.88            | 41.1             | 253        |
| 3    | アルゴンヌ国立研究所           | IBM  | BlueGene/Q (Power BQC 16C) | アメリカ合衆国 | 2100.86            | 82.2             | 99         |
| 4    | アルゴンヌ国立研究所           | IBM  | BlueGene/Q (Power BQC 16C) | アメリカ合衆国 | 2100.86            | 82.2             | 100        |
| 5    | レンセラー工科大学             | IBM  | BlueGene/Q (Power BQC 16C) | アメリカ合衆国 | 2100.86            | 82.2             | 102        |
| 6    | ロチェスター大学               | IBM  | BlueGene/Q (Power BQC 16C) | アメリカ合衆国 | 2100.86            | 82.2             | 103        |
| 7    | IBMトーマス・J・ワトソン研究所 | IBM  | BlueGene/Q (Power BQC 16C) | アメリカ合衆国 | 2100.86            | 82.2             | 101        |
| 8    | エディンバラ大学               | IBM  | BlueGene/Q (Power BQC 16C) | イギリス       | 2099.56            | 493.1            | 20         |
| 9    | ダーズベリー研究所             | IBM  | BlueGene/Q (Power BQC 16C) | イギリス       | 2099.50            | 575.3            | 13         |
| 10   | ユーリヒ総合研究機構(FZJ)      | IBM  | BlueGene/Q (Power BQC 16C) | ドイツ         | 2099.46            | 657.5            | 8          |

### 2011年11月
2011年11月に発表されたGreen500リストのうち、上位10位は以下の通り。1位～5位をIBMのBlueGine/Qが独占した。6位、7位、9位、10位はGPGPU技術を使用。
| 順位 | 設置場所                                       | 製造              | コンピュータ (プロセッサ)                     | 設置国         | 電力当り性能(MF/W) | 合計消費電力(kW) | TOP500順位 |
| ---- | ---------------------------------------------- | ----------------- | --------------------------------------------- | -------------- | ------------------ | ---------------- | ---------- |
| 1    | IBMロチェスター                                | IBM               | BlueGene/Q (Power BQC 16C)                    | アメリカ合衆国 | 2026.48            | 85.12            | 64         |
| 2    | IBMトーマス・J・ワトソン研究所                 | IBM               | BlueGene/Q (Power BQC 16C)                    | アメリカ合衆国 | 2026.48            | 85.12            | 65         |
| 3    | IBMロチェスター                                | IBM               | BlueGene/Q (Power BQC 16C)                    | アメリカ合衆国 | 1996.09            | 170.25           | 29         |
| 4    | ローレンス・リバモア国立研究所                 | IBM               | BlueGene/Q (Power BQC 16C)                    | アメリカ合衆国 | 1988.56            | 340.5            | 17         |
| 5    | IBMトーマス・J・ワトソン研究所                 | IBM               | NNSA/SC BlueGene/Q プロトタイプ1 (Power BQC)  | アメリカ合衆国 | 1689.86            | 38.67            | 284        |
| 6    | 長崎大学                                       | (自作)            | DEGIMAクラスター (Intel i5, ATI Radeon)       | 日本           | 1378.32            | 47.05            | 328        |
| 7    | バルセロナ・スーパーコンピュータ・センター     | Bull              | Bullx B505 (Xeon E5649 6C, NVIDIA 2090)       | スペイン       | 1266.26            | 81.5             | 114        |
| 8    | TGCC/GENCI(Tres Grand Centre de calcul du CEA) | Bull              | Bullx B505 (Xeon E5640)                       | フランス       | 1010.11            | 108.8            | 102        |
| 9    | 中国科学院                                     | IPE, Nvidia, Tyan | Mole-8.5 Cluster (Xeon X5520 4C, NVIDIA 2050) | 中国           | 963.7              | 515.2            | 21         |
| 10   | 東京工業大学                                   | 日本電気, HP      | HP ProLiant SL390s G7 (Xeon 6C X5670, NVIDIA) | 日本           | 958.35             | 1243.8           | 5          |

### 2011年6月
2011年6月に発表されたGreen500リストの上位5位は以下の通り。
- 1 2097.19 （IBMトーマス・J・ワトソン研究所、BlueGene/Q プロトタイプ2）
- 2 1684.20 （IBMトーマス・J・ワトソン研究所、BlueGene/Q プロトタイプ1）
- 3 1375.88 (長崎大学、DEGIMA）
- 4 958.35 (東京工業大学、HP ProLiant）
- 5 891.88 (CINECA/SCS - SuperComputing Solution、iDataPlex DX360M3）

### 2010年11月
2010年11月に発表されたGreen500リストの上位5位は以下の通り。1位にBlueGene/Qが登場した。GRAPE-DRは2010年5月に発表されたLittle Green500で 815.43 MFLOPS/Watt で1位となった。
- 1 1684.20 （IBMトーマス・J・ワトソン研究所、BlueGene/Q プロトタイプ）
- 2+ 1448.03 （国立天文台、GRAPE-DR）
- 2 958.35 （東京工業大学、TSUBAME 2.0）
- 3 933.06 （米国立スーパーコンピュータ応用研究所、Hybrid Cluster Core i3）
- 4 828.67 （理化学研究所、京）

### 2010年6月
2010年6月に発表されたGreen500リストの上位5位は以下の通り。上位5位の使用プロセッサは、4位の星雲はインテルXeon、他の4システム（QPACEおよびBladeCenter）はPowerXCellを搭載。
- 1 773.38 （ユーリヒ総合研究機構、QPACE SFB）
- 1 773.38 （University of Regensburg、QPACE SFB）
- 1 773.38 （ベルク大学ヴッパータール、QPACE SFB）
- 4 492.64 （国立スーパーコンピュータセンター深圳(NSCS)、星雲）
- 5 458.33 （ロスアラモス国立研究所、BladeCenter QS22/LS21）